# 巴州遗址
巴州遗址，位于中国青海省民和县巴州乡巴州村，为第一批青海省文物保护单位，公布日期为1956年8月3日，类型为古遗址。
巴州遗址的历史年代为新石器时代。